# Солонець (струмок)
Солонець — струмок в Україні, у Путильському й Вижницькому районах Чернівецької області, правий доплив Михидри (басейн Дунаю).

## Опис
Довжина струмка приблизно 10 км. Формується з багатьох безіменних струмків.

## Розташування
Бере початок у національному природному парку «Вижницький», на північному заході від смт Берегомет. Тече переважно на північний схід через село Черешеньку і впадає у річку Михидру, ліву притоку Серету.